# Административно-территориальное деление Саратовской области

## Административно-территориальное устройство

Административно-территориальное устройство Саратовской области:
37 районов:
1 − Александрово-Гайский;
2 − Аркадакский;
3 − Аткарский;
4 − Базарно-Карабулакский;
5 − Балаковский;
6 − Балашовский;
7 − Балтайский;
8 − Вольский;
9 − Воскресенский;
10 − Дергачёвский;
11 − Духовницкий;
12 − Екатериновский;
13 − Ершовский;
14 − Ивантеевский;
15 − Калининский;
16 − Красноармейский;
17 − Краснокутский;
18 − Краснопартизанский;
19 − Лысогорский;
20 − Марксовский;
21 − Новобурасский;
22 − Новоузенский;
23 − Озинский;
24 − Перелюбский;
25 − Петровский;
26 − Питерский;
27 − Пугачёвский;
28 − Ровенский;
29 − Романовский;
30 − Ртищевский;
31 − Самойловский;
32 − Советский;
33 − Татищевский;
34 − Турковский;
35 − Фёдоровский;
36 − Хвалынский;
37 − Энгельсский;
С — г. Саратов;
ГР — Гагаринский административный район;
Св. — ЗАТО Светлый;
Ш — г. Шиханы (административный округ);
М. — п. Михайловский (административный округ).

Согласно Областному Закону «Об административно-территориальном устройстве Саратовской области» и Реестру административно-территориального деления Саратовской области, субъект РФ включает следующие административно-территориальные единицы:
- 1 город областного значения (Саратов),
- 1 закрытое административно-территориальное образование (посёлок Светлый),
- 37 районов,
- 1 административный район (Гагаринский),
- 2 административных округа — город Шиханы и Михайловский (образован посёлками Михайловским и Новооктябрьским) — как бывшие ЗАТО, не входящие в состав районов.

В Саратове выделяются 6 городских районов: Волжский, Заводской, Кировский, Ленинский, Октябрьский, Фрунзенский.
Область включает всего 1848 населённых пунктов.
Административным центром Саратовской области является город Саратов.
Основные термины
Районом называется административно-территориальная единица, объединяющая в своих исторически сложившихся границах территориально и административно связанные друг с другом населённые пункты, имеющая наименование и административный центр.
Закрытое административно-территориальное образование — административно-территориальная единица, статус которого определяется законодательством Российской Федерации.
Городской район — часть территории города.
В соответствии с произведёнными в 2021 году преобразованиями бывшие ЗАТО п. Михайловский и г. Шиханы переводятся с 1 января 2022 года в статус административного округа, а Саратовский район в статус административного района.
Административный район — административно-территориальная единица, объединяющая в своих исторически сложившихся границах территориально и административно связанные друг с другом населённые пункты, входящие в состав муниципального образования «Город Саратов», исключая населённый пункт г. Саратов, имеющая наименование и административный центр в г. Саратове.
Административный округ — административно-территориальная единица, не входящая в состав района, объединяющая в своих исторически сложившихся границах территориально и административно связанные друг с другом населённые пункты, имеющая наименование и административный центр.

## Муниципальное устройство
В рамках муниципального устройства, в границах административно-территориальных единиц области к 1 января 2022 года функционирует 351 муниципальное образование, в том числе: 
- 4 городских округа[8][9],
- 37 муниципальных районов[10][11], которые включают:
  - 37 городских поселений,
  - 260 сельских поселений.

## Административно-территориальные единицы и муниципальное устройство
Городу областного значения, закрытому административно-территориальному образованию и административным округам в рамках муниципального устройства соответствуют городские округа, а районам — муниципальные районы. Все населённые пункты административного района (Гагаринского) входят в городской округ г. Саратова.
| № на карте                                                             | Название                           | Флаг | Герб | Население, чел. | Площадь, км² | Административный центр |
| ---------------------------------------------------------------------- | ---------------------------------- | ---- | ---- | --------------- | ------------ | ---------------------- |
| Город областного значения (городской округ город Саратов)              |                                    |      |      |                 |              |                        |
| С                                                                      | город Саратов                      |      |      | ↗941 080        | 394          | город Саратов          |
| Административный район (городской округ город Саратов)                 |                                    |      |      |                 |              |                        |
| ГР                                                                     | Гагаринский административный район |      |      | ↘39 034         | 1 935,53     | город Саратов          |
| Закрытое административно-территориальное образование (городской округ) |                                    |      |      |                 |              |                        |
| Св.                                                                    | ЗАТО Светлый                       |      |      | ↘12 702         | 3,49         | посёлок Светлый        |
| Административные округа (городские округа)                             |                                    |      |      |                 |              |                        |
| Ш                                                                      | город Шиханы                       |      |      | ↘5155           | 9,84         | город Шиханы           |
| М.                                                                     | посёлок Михайловский               |      |      | ↘2439           | 19,31        | посёлок Михайловский   |
| Районы (муниципальные районы)                                          |                                    |      |      |                 |              |                        |
| 1                                                                      | Александрово-Гайский район         |      |      | ↘14 765         | 2 699,48     | село Александров Гай   |
| 2                                                                      | Аркадакский район                  |      |      | ↘18 618         | 2 237,03     | город Аркадак          |
| 3                                                                      | Аткарский район                    |      |      | ↘35 219         | 2 683,25     | город Аткарск          |
| 4                                                                      | Базарно-Карабулакский район        |      |      | ↘26 476         | 2 293,83     | пгт Базарный Карабулак |
| 5                                                                      | Балаковский район                  |      |      | ↘203 762        | 3 203,88     | город Балаково         |
| 6                                                                      | Балашовский район                  |      |      | ↘98 902         | 2 924,56     | город Балашов          |
| 7                                                                      | Балтайский район                   |      |      | ↘10 320         | 1 254,18     | село Балтай            |
| 8                                                                      | Вольский район                     |      |      | ↘83 264         | 3 839,79     | город Вольск           |
| 9                                                                      | Воскресенский район                |      |      | ↘11 257         | 1 450,56     | село Воскресенское     |
| 10                                                                     | Дергачёвский район                 |      |      | ↘16 622         | 4 499,65     | пгт Дергачи            |
| 11                                                                     | Духовницкий район                  |      |      | ↘10 537         | 1 977,71     | пгт Духовницкое        |
| 12                                                                     | Екатериновский район               |      |      | ↘16 918         | 3 035,17     | пгт Екатериновка       |
| 13                                                                     | Ершовский район                    |      |      | ↘32 817         | 4 215,17     | город Ершов            |
| 14                                                                     | Ивантеевский район                 |      |      | ↘12 814         | 2 047,79     | село Ивантеевка        |
| 15                                                                     | Калининский район                  |      |      | ↘27 973         | 3 200        | город Калининск        |
| 16                                                                     | Красноармейский район              |      |      | ↘41 501         | 3 316,49     | город Красноармейск    |
| 17                                                                     | Краснокутский район                |      |      | ↘31 470         | 2 929,55     | город Красный Кут      |
| 18                                                                     | Краснопартизанский район           |      |      | ↘9505           | 2 400        | пгт Горный             |
| 19                                                                     | Лысогорский район                  |      |      | ↘17 795         | 2 336,32     | пгт Лысые Горы         |
| 20                                                                     | Марксовский район                  |      |      | ↘58 938         | 2 908,10     | город Маркс            |
| 21                                                                     | Новобурасский район                |      |      | ↘15 241         | 1 735,02     | пгт Новые Бурасы       |
| 22                                                                     | Новоузенский район                 |      |      | ↘27 252         | 4 122,55     | город Новоузенск       |
| 23                                                                     | Озинский район                     |      |      | ↘15 132         | 4 093,53     | пгт Озинки             |
| 24                                                                     | Перелюбский район                  |      |      | ↘11 558         | 3 690,82     | село Перелюб           |
| 25                                                                     | Петровский район                   |      |      | ↘37 309         | 2 322,41     | город Петровск         |
| 26                                                                     | Питерский район                    |      |      | ↘14 943         | 2 583,50     | село Питерка           |
| 27                                                                     | Пугачёвский район                  |      |      | ↘55 826         | 3 905,82     | город Пугачёв          |
| 28                                                                     | Ровенский район                    |      |      | ↘16 888         | 2 145,00     | пгт Ровное             |
| 29                                                                     | Романовский район                  |      |      | ↘11 873         | 1 286,65     | пгт Романовка          |
| 30                                                                     | Ртищевский район                   |      |      | ↘49 559         | 2 302,96     | город Ртищево          |
| 31                                                                     | Самойловский район                 |      |      | ↘16 662         | 2 591,93     | пгт Самойловка         |
| 32                                                                     | Советский район                    |      |      | ↘24 775         | 1 434,36     | пгт Степное            |
| 33                                                                     | Татищевский район                  |      |      | ↘28 258         | 2 077,10     | пгт Татищево           |
| 34                                                                     | Турковский район                   |      |      | ↘9226           | 1 406,90     | пгт Турки              |
| 35                                                                     | Фёдоровский район                  |      |      | ↘17 406         | 2 521,45     | пгт Мокроус            |
| 36                                                                     | Хвалынский район                   |      |      | ↘21 245         | 1 921,69     | город Хвалынск         |
| 37                                                                     | Энгельсский район                  |      |      | ↘309 207        | 3 232,52     | город Энгельс          |

## Сельские и городские поселения

### Александрово-Гайский район
Сельские поселения:
1. Александрово-Гайское муниципальное образование
2. Новоалександровское муниципальное образование

Законом Саратовской области от 24 февраля 2016 года № 21-ЗСО, 20 марта 2016 года, были преобразованы, путём их объединения, Александрово-Гайское, Варфоломеевское, Искровское, Камышковское, Новостепновское и Приузенское муниципальные образования — в Александрово-Гайское муниципальное образование, наделённое статусом сельского поселения, с административным центром в селе Александров Гай.

### Аркадакский район
Городское поселение:
1. Муниципальное образование город Аркадак

Сельские поселения:
1. Большежуравское муниципальное образование
2. Краснознаменское муниципальное образование
3. Львовское муниципальное образование
4. Малиновское муниципальное образование
5. Росташовское муниципальное образование
6. Семёновское муниципальное образование

### Аткарский район
Городское поселение:
1. Муниципальное образование город Аткарск

Сельские поселения:
1. Барановское муниципальное образование
2. Даниловское муниципальное образование
3. Ершовское муниципальное образование
4. Кочетовское муниципальное образование
5. Лопуховское муниципальное образование
6. Озёрное муниципальное образование

Законом Саратовской области от 24 апреля 2013 года № 64−ЗСО Озёрное и Приреченское муниципальные образования преобразованы путём их объединения во вновь образованное муниципальное образование «Озёрное муниципальное образование Аткарского муниципального района Саратовской области» наделённое статусом сельского поселения.
Законом Саратовской области от 25 апреля 2014 года № 47−ЗСО Елизаветинское и Кочетовское муниципальные образования преобразованы путём их объединения во вновь образованное муниципальное образование «Кочетовское муниципальное образование Аткарского муниципального района Саратовской области» наделённое статусом сельского поселения.
Законом Саратовской области от 25 апреля 2014 года № 48−ЗСО Земляно-Хуторское и Лопуховское муниципальные образования преобразованы путём их объединения во вновь образованное муниципальное образование «Лопуховское муниципальное образование Аткарского муниципального района Саратовской области» наделённое статусом сельского поселения.
Законом Саратовской области от 20 апреля 2018 года № 39−ЗСО Ершовское и Языковское муниципальные образования преобразованы, путём их объединения, во вновь образованное муниципальное образование «Ершовское муниципальное образование Аткарского муниципального района Саратовской области», наделённое статусом сельского поселения с административным центром в селе Ершовка.
Законом Саратовской области от 20 апреля 2018 года № 45−ЗСО Барановское, Песчанское и Петровское муниципальные образования преобразованы, путём их объединения, во вновь образованное муниципальное образование «Барановское муниципальное образование Аткарского муниципального района Саратовской области», наделённое статусом сельского поселения с административным центром в селе Барановка.
Законом Саратовской области от 20 апреля 2018 года № 46−ЗСО Большеекатериновское, Даниловское и Тургеневское муниципальные образования преобразованы, путём их объединения, во вновь образованное муниципальное образование «Даниловское муниципальное образование Аткарского муниципального района Саратовской области», наделённое статусом сельского поселения с административным центром в селе Даниловка.

### Базарно-Карабулакский район
Городские поселения:
1. Базарно-Карабулакское муниципальное образование
2. Свободинское муниципальное образование

Сельские поселения:
1. Алексеевское муниципальное образование
2. Большечечуйское муниципальное образование
3. Липовское муниципальное образование
4. Максимовское муниципальное образование
5. Старобурасское муниципальное образование
6. Старожуковское муниципальное образование
7. Шняевское муниципальное образование
8. Яковлевское муниципальное образование

Законом Саратовской области от 20 апреля 2018 года № 36−ЗСО Вязовское и Старожуковское муниципальные образования преобразованы, путём их объединения, во вновь образованное муниципальное образование «Старожуковское муниципальное образование Базарно-Карабулакского муниципального района Саратовской области», наделённое статусом сельского поселения с административным центром в селе Старая Жуковка.
Законом Саратовской области от 20 апреля 2018 года № 43−ЗСО Липовское и Тепляковское муниципальные образования преобразованы, путём их объединения, во вновь образованное муниципальное образование «Липовское муниципальное образование Базарно-Карабулакского муниципального района Саратовской области», наделённое статусом сельского поселения с административным центром в селе Липовка.
Законом Саратовской области от 20 апреля 2018 года № 47−ЗСО Свободинское и Хватовское муниципальные образования преобразованы, путём их объединения, во вновь образованное муниципальное образование «Свободинское муниципальное образование Базарно-Карабулакского муниципального района Саратовской области», наделённое статусом городского поселения с административным центром в рабочем посёлке Свободный.

### Балаковский район
Городское поселение:
1. Муниципальное образование город Балаково

Сельские поселения:
1. Быково-Отрогское муниципальное образование
2. Натальинское муниципальное образование

Законом Саратовской области от 26 февраля 2013 года № 15−ЗСО Головановское, Матвеевское, Натальинское, Новониколаевское, Новониколевское и Подсосенское муниципальные образования преобразованы путём их объединения во вновь образованное муниципальное образование «Натальинское муниципальное образование Балаковского муниципального района Саратовской области» с административным центром в селе Натальино.
Законом Саратовской области от 28 апреля 2015 года № 41-ЗСО, Быково-Отрогское, Еланское, Комсомольское, Кормёжское, Красноярское, Маянгское, Наумовское, Новоелюзанское, Новополеводинское, Пылковское и Сухо-Отрогское муниципальные образования преобразованы, путём объединения, во вновь образованное «Быково-Отрогское муниципальное образование Балаковского муниципального района Саратовской области» с административным центром в селе Быков Отрог.

### Балашовский район
Городские поселения:
1. Муниципальное образование город Балашов
2. Пинеровское муниципальное образование

Сельские поселения:
1. Барковское муниципальное образование
2. Большемеликское муниципальное образование
3. Лесновское муниципальное образование
4. Малосемёновское муниципальное образование
5. Новопокровское муниципальное образование
6. Октябрьское муниципальное образование
7. Первомайское муниципальное образование
8. Репинское муниципальное образование
9. Родничковское муниципальное образование
10. Соцземледельское муниципальное образование
11. Старохопёрское муниципальное образование
12. Терновское муниципальное образование
13. Тростянское муниципальное образование
14. Хопёрское муниципальное образование

### Балтайский район
Сельские поселения:
1. Балтайское муниципальное образование
2. Барнуковское муниципальное образование
3. Большеозёрское муниципальное образование
4. Царевщинское муниципальное образование

### Вольский район
Городские поселения:
1. Муниципальное образование город Вольск
2. Сенное муниципальное образование

Сельские поселения:
1. Барановское муниципальное образование
2. Белогорновское муниципальное образование
3. Верхнечернавское муниципальное образование
4. Кряжимское муниципальное образование
5. Колоярское муниципальное образование
6. Куриловское муниципальное образование
7. Междуреченское муниципальное образование
8. Нижнечернавское муниципальное образование
9. Покровское муниципальное образование
10. Талалихинское муниципальное образование
11. Терсинское муниципальное образование
12. Черкасское муниципальное образование
13. Широкобуеракское муниципальное образование

Законом Саратовской области от 28 марта 2012 года № 42-ЗСО, статус Черкасского муниципального образования изменён с городского поселения на сельское поселение.

### Воскресенский район
Сельские поселения:
1. Воскресенское муниципальное образование
2. Елшанское муниципальное образование
3. Синодское муниципальное образование

### Дергачёвский район
Городское поселение:
1. Дергачёвское муниципальное образование

Сельские поселения:
1. Верхазовское муниципальное образование
2. Восточное муниципальное образование
3. Демьясское муниципальное образование
4. Зерновское муниципальное образование
5. Камышевское муниципальное образование
6. Октябрьское муниципальное образование
7. Орошаемое муниципальное образование
8. Сафаровское муниципальное образование
9. Советское муниципальное образование

- Законом Саратовской области от 22 апреля 2016 года № 46-ЗСО[27], были преобразованы, путём их объединения, Дергачёвское и Петропавловское муниципальные образования — в Дергачёвское муниципальное образование, наделённое статусом городского поселения, с административным центром в рабочем посёлке Дергачи.
- Законом Саратовской области от 22 апреля 2016 года № 47-ЗСО[28], были преобразованы, путём их объединения, Зерновское и Мирное муниципальные образования — в Зерновское муниципальное образование, наделённое статусом сельского поселения, с административным центром в посёлке Зерновой.
- Законом Саратовской области от 22 апреля 2016 года № 48-ЗСО[29], были преобразованы, путём их объединения, Жадовское и Камышевское муниципальные образования — в Камышевское муниципальное образование, наделённое статусом сельского поселения, с административным центром в селе Камышево.

### Духовницкий район
Городское поселение:
1. Духовницкое муниципальное образование

1. Березово-Лукское муниципальное образование
2. Брыковское муниципальное образование
3. Горяиновское муниципальное образование
4. Дмитриевское муниципальное образование
5. Липовское муниципальное образование
6. Новозахаркинское муниципальное образование

### Екатериновский район
Городское поселение:
1. Екатериновское муниципальное образование

Сельские поселения:
1. Альшанское муниципальное образование
2. Андреевское муниципальное образование
3. Бакурское муниципальное образование
4. Галаховское муниципальное образование
5. Индустриальное муниципальное образование
6. Кипецкое муниципальное образование
7. Коленовское муниципальное образование
8. Крутоярское муниципальное образование
9. Новоселовское муниципальное образование
10. Сластухинское муниципальное образование

Законом Саратовской области от 16 мая 2013 года № 73−ЗСО Бакурское и Комаровское муниципальные образования преобразованы путём их объединения во вновь образованное муниципальное образование «Бакурское муниципальное образование Екатериновского муниципального района Саратовской области» наделённое статусом сельского поселения.
Законом Саратовской области от 16 мая 2013 года № 77−ЗСО Вязовское и Сластухинское муниципальные образования преобразованы путём их объединения во вновь образованное муниципальное образование «Сластухинское муниципальное образование Екатериновского муниципального района Саратовской области» наделённое статусом сельского поселения.
Законом Саратовской области от 20 апреля 2018 года № 37−ЗСО Новоселовское и Прудовое муниципальные образования преобразованы, путём их объединения, во вновь образованное муниципальное образование «Новоселовское муниципальное образование Екатериновского муниципального района Саратовской области», наделённое статусом сельского поселения с административным центром в селе Новоселовка.

### Ершовский район
Городское поселение:
1. Муниципальное образование город Ершов

Сельские поселения:
1. Антоновское муниципальное образование
2. Декабристское муниципальное образование
3. Марьевское муниципальное образование
4. Миусское муниципальное образование
5. Новокраснянское муниципальное образование
6. Новорепинское муниципальное образование
7. Новосельское муниципальное образование
8. Перекопновское муниципальное образование

Законом Саратовской области от 25 марта 2013 года № 44−ЗСО Краснянское и Перекопновское муниципальные образования преобразованы путём их объединения во вновь образованное муниципальное образование «Перекопновское муниципальное образование Ершовского муниципального района Саратовской области» наделённое статусом сельского поселения.
Законом Саратовской области от 28 марта 2016 года № 33-ЗСО, были преобразованы, путём их объединения, Моховское, Новорепинское и Орлово-Гайское муниципальные образования — в Новорепинское муниципальное образование, наделённое статусом сельского поселения, с административным центром в селе Новорепное.
Законом Саратовской области от 28 марта 2016 года № 34-ЗСО, были преобразованы, путём их объединения, Декабристское и Рефлекторское муниципальные образования — в Декабристское муниципальное образование, наделённое статусом сельского поселения, с административным центром в посёлке Целинный.
Законом Саратовской области от 20 апреля 2018 года № 42−ЗСО Кушумское, Новосельское и Чапаевское муниципальные образования преобразованы, путём их объединения, во вновь образованное муниципальное образование «Новосельское муниципальное образование Ершовского муниципального района Саратовской области», наделённое статусом сельского поселения с административным центром в посёлке Новосельский.

### Ивантеевский район
Сельские поселения:
1. Бартеневское муниципальное образование
2. Знаменское муниципальное образование
3. Ивановское муниципальное образование
4. Ивантеевское муниципальное образование
5. Канаевское муниципальное образование
6. Николаевское муниципальное образование
7. Раевское муниципальное образование
8. Чернавское муниципальное образование
9. Яблоново-Гайское муниципальное образование

### Калининский район
Городское поселение:
1. Муниципальное образование город Калининск

Сельские поселения:
1. Ахтубинское муниципальное образование
2. Казачкинское муниципальное образование
3. Колокольцовское муниципальное образование
4. Малоекатериновское муниципальное образование
5. Озёрское муниципальное образование
6. Свердловское муниципальное образование
7. Сергиевское муниципальное образование
8. Симоновское муниципальное образование
9. Таловское муниципальное образование
10. Широкоуступское муниципальное образование

Законом Саратовской области от 24 апреля 2013 года № 65−ЗСО Новоивановское и Симоновское муниципальные образования преобразованы путём их объединения во вновь образованное муниципальное образование «Симоновское муниципальное образование Калининского муниципального района Саратовской области» наделённое статусом сельского поселения.
Законом Саратовской области от 16 мая 2013 года № 84−ЗСО Александровское и Ахтубинское муниципальные образования преобразованы путём их объединения во вновь образованное муниципальное образование «Ахтубинское муниципальное образование Калининского муниципального района Саратовской области» наделённое статусом сельского поселения.

### Красноармейский район
Городские поселения:
1. Каменское муниципальное образование
2. Муниципальное образование город Красноармейск

Сельские поселения:
1. Высоковское муниципальное образование
2. Гвардейское муниципальное образование
3. Золотовское муниципальное образование
4. Карамышское муниципальное образование
5. Луганское муниципальное образование
6. Нижнебанновское муниципальное образование
7. Россошанское муниципальное образование
8. Рогаткинское муниципальное образование
9. Сплавнухинское муниципальное образование

Законом Саратовской области от 16 мая 2013 года № 72−ЗСО Луганское и Паницкое муниципальные образования преобразованы путём их объединения во вновь образованное муниципальное образование «Луганское муниципальное образование Красноармейского муниципального района Саратовской области» наделённое статусом сельского поселения.
Законом Саратовской области от 3 июня 2013 года № 89−ЗСО Некрасовское и Сплавнухинское муниципальные образования преобразованы путём их объединения во вновь образованное муниципальное образование «Сплавнухинское муниципальное образование Красноармейского муниципального района Саратовской области» наделённое статусом сельского поселения.
Законом Саратовской области от 3 июня 2013 года № 90−ЗСО Карамышское и Ключевское муниципальные образования преобразованы путём их объединения во вновь образованное муниципальное образование «Карамышское муниципальное образование Красноармейского муниципального района Саратовской области» наделённое статусом сельского поселения.
Законом Саратовской области от 30 мая 2014 года № 62−ЗСО муниципальное образование город Красноармейск, Мордовинское, Ревинское и Садовское муниципальные образования преобразованы путём их объединения во вновь образованное муниципальное образование «Муниципальное образование город Красноармейск Красноармейского муниципального района Саратовской области» наделённое статусом городского поселения.
Законом Саратовской области от 30 мая 2014 года № 63−ЗСО Бобровское и Сплавнухинское муниципальные образования преобразованы путём их объединения во вновь образованное муниципальное образование «Сплавнухинское муниципальное образование Красноармейского муниципального района Саратовской области» наделённое статусом сельского поселения.
Законом Саратовской области от 2 июня 2015 года № 65-ЗСО, Каменское и Меловское муниципальные образования преобразованы путём их объединения во вновь образованное муниципальное образование «Каменское муниципальное образование Красноармейского муниципального района Саратовской области» наделённое статусом городского поселения.

### Краснокутский район
Городское поселение:
1. Муниципальное образование город Красный Кут

Сельские поселения:
1. Дьяковское муниципальное образование
2. Ждановское муниципальное образование
3. Журавлёвское муниципальное образование
4. Интернациональное муниципальное образование
5. Комсомольское муниципальное образование
6. Лавровское муниципальное образование
7. Лебедёвское муниципальное образование
8. Логиновское муниципальное образование
9. Первомайское муниципальное образование
10. Усатовское муниципальное образование
11. Чкаловское муниципальное образование

Законом Саратовской области от 16 мая 2013 года № 85−ЗСО муниципальное образование город Красный Кут и Верхнеерусланское муниципальное образование преобразованы путём их объединения во вновь образованное муниципальное образование «Муниципальное образование город Красный Кут Краснокутского муниципального района Саратовской области» наделённое статусом городского поселения.

### Краснопартизанский район
Городское поселение:
1. Горновское муниципальное образование

Сельское поселение:
1. Рукопольское муниципальное образование

- Законом Саратовской области от 25 марта 2013 года № 42−ЗСО[46] Корнеевское, Милорадовское, Рукопольское и Чистопольское муниципальные образования преобразованы путём их объединения во вновь образованное муниципальное образование «Рукопольское муниципальное образование Краснопартизанского муниципального района Саратовской области» наделённое статусом сельского поселения.
- Законом Саратовской области от 25 марта 2013 года № 43−ЗСО[47] Большесакмыковское, Горновское, Римско-Корсаковское и Сулакское муниципальные образования преобразованы путём их объединения во вновь образованное муниципальное образование «Горновское муниципальное образование Краснопартизанского муниципального района Саратовской области» наделённое статусом городского поселения.

### Лысогорский район
Городское поселение:
1. Лысогорское муниципальное образование

Сельские поселения:
1. Большедмитриевское муниципальное образование
2. Большерельненское муниципальное образование
3. Большекопенское муниципальное образование
4. Бутырское муниципальное образование
5. Гремячинское муниципальное образование
6. Новокрасавское муниципальное образование
7. Октябрьское муниципальное образование
8. Раздольновское муниципальное образование
9. Ширококарамышское муниципальное образование

- Законом Саратовской области от 16 мая 2013 года № 70−ЗСО[48] Урицкое и Ширококарамышское муниципальные образования преобразованы путём их объединения во вновь образованное муниципальное образование «Ширококарамышское муниципальное образование Лысогорского муниципального района Саратовской области» наделённое статусом сельского поселения.

### Марксовский район
Городское поселение:
1. Муниципальное образование город Маркс

Сельские поселения:
1. Зоркинское муниципальное образование
2. Кировское муниципальное образование
3. Липовское муниципальное образование
4. Осиновское муниципальное образование
5. Подлесновское муниципальное образование
6. Приволжское муниципальное образование

### Новобурасский район
Городское поселение:
1. Новобурасское муниципальное образование

Сельские поселения:
1. Белоярское муниципальное образование
2. Тепловское муниципальное образование

Законом Саратовской области от 24 апреля 2013 года № 63−ЗСО Белоярское и Малоозёрское муниципальные образования преобразованы путём их объединения во вновь образованное муниципальное образование «Белоярское муниципальное образование Новобурасского муниципального района Саратовской области» наделённое статусом сельского поселения.
Законом Саратовской области от 24 апреля 2013 года № 67−ЗСО Динамовское и Новобурасское муниципальные образования преобразованы путём их объединения во вновь образованное муниципальное образование «Новобурасское муниципальное образование Новобурасского муниципального района Саратовской области» наделённое статусом городского поселения.
Законом Саратовской области от 24 апреля 2013 года № 68−ЗСО Аряшское и Тепловское муниципальные образования преобразованы путём их объединения во вновь образованное муниципальное образование «Тепловское муниципальное образование Новобурасского муниципального района Саратовской области» наделённое статусом сельского поселения.
Законом Саратовской области от 20 апреля 2018 года № 41−ЗСО Елшанское, Лоховское и Новобурасское муниципальные образования преобразованы, путём их объединения, во вновь образованное муниципальное образование «Новобурасское муниципальное образование Новобурасского муниципального района Саратовской области», наделённое статусом городского поселения с административным центром в рабочем посёлке Новые Бурасы.

### Новоузенский район
Городское поселение:
1. Муниципальное образование город Новоузенск

Сельские поселения:
1. Алгайское муниципальное образование
2. Бессоновское муниципальное образование
3. Горькореченское муниципальное образование
4. Дмитриевское муниципальное образование
5. Дюрское муниципальное образование
6. Куриловское муниципальное образование
7. Олоновское муниципальное образование
8. Петропавловское муниципальное образование
9. Пограниченское муниципальное образование
10. Радищевское муниципальное образование

- Законом Саратовской области от 16 мая 2013 года № 69−ЗСО[53] Олоновское и Чертанлинское муниципальные образования преобразованы путём их объединения во вновь образованное муниципальное образование «Олоновское муниципальное образование Новоузенского муниципального района Саратовской области» наделённое статусом сельского поселения.

### Озинский район
Городское поселение:
1. Озинское муниципальное образование

Сельские поселения:
1. Балашинское муниципальное образование
2. Заволжское муниципальное образование
3. Ленинское муниципальное образование
4. Липовское муниципальное образование
5. Озёрское муниципальное образование
6. Первоцелинное сельское поселение
7. Пигарёвское муниципальное образование
8. Сланцерудниковское муниципальное образование
9. Урожайное сельское поселение
10. Чалыклинское муниципальное образование

### Перелюбский район
Сельские поселения:
1. Перелюбское муниципальное образование
2. Грачёво-Кустовское муниципальное образование
3. Иванихинское муниципальное образование
4. Кучумбетовское муниципальное образование
5. Молодёжное муниципальное образование
6. Натальиноярское муниципальное образование
7. Нижнепокровское муниципальное образование
8. Октябрьское муниципальное образование
9. Первомайское муниципальное образование
10. Смородинское муниципальное образование
11. Тепловское муниципальное образование
12. Целинное сельское поселение

### Петровский район
Городкое поселение:
1. Муниципальное образование город Петровск

Сельские поселения:
1. Березовское муниципальное образование
2. Грачёвское муниципальное образование
3. Новозахаркинское муниципальное образование
4. Пригородное муниципальное образование
5. Синеньское муниципальное образование

### Питерский район
Сельские поселения:
1. Агафоновское муниципальное образование
2. Алексашкинское муниципальное образование
3. Малоузенское муниципальное образование
4. Мироновское муниципальное образование
5. Нивское муниципальное образование
6. Новотульское муниципальное образование
7. Орошаемое муниципальное образование
8. Питерское муниципальное образование

### Пугачёвский район
Городское поселение:
1. Муниципальное образование город Пугачёв

Сельские поселения:
1. Давыдовское муниципальное образование
2. Заволжское муниципальное образование
3. Клинцовское муниципальное образование
4. Краснореченское муниципальное образование
5. Надеждинское муниципальное образование
6. Преображенское муниципальное образование
7. Рахмановское муниципальное образование
8. Старопорубежское муниципальное образование

Законом Саратовской области от 16 мая 2013 года № 74−ЗСО Давыдовское и Чапаевское муниципальные образования преобразованы путём их объединения во вновь образованное муниципальное образование «Давыдовское муниципальное образование Пугачевского муниципального района Саратовской области» наделённое статусом сельского поселения.

### Ровенский район
Городское поселение:
1. Ровенское муниципальное образование

Сельские поселения:
1. Кочетновское муниципальное образование
2. Кривоярское муниципальное образование
3. Луговское муниципальное образование
4. Первомайское муниципальное образование
5. Приволжское муниципальное образование
6. Привольненское муниципальное образование
7. Тарлыковское муниципальное образование

### Романовский район
Городское поселение:
1. Романовское муниципальное образование

Сельские поселения:
1. Бобылевское муниципальное образование
2. Большекарайское муниципальное образование
3. Мордовокарайское муниципальное образование
4. Подгорненское муниципальное образование
5. Усть-Щербединское муниципальное образование

Законом Саратовской области от 16 мая 2013 года № 76−ЗСО Краснолиманское и Романовское муниципальные образования преобразованы путём их объединения во вновь образованное муниципальное образование «Романовское муниципальное образование Романовского муниципального района Саратовской области», наделённое статусом городского поселения.
Законом Саратовской области от 6 марта 2019 года №20-ЗСО Алексеевское и Мордовокарайское муниципальные образования преобразованы путём их объединения во вновь образованное муниципальное образование «Мордовокарайское муниципальное образование Романовского муниципального района Саратовской области», наделённое статусом сельского поселения, с административным центром в селе Мордовский Карай.

### Ртищевский район
Городское поселение:
1. Муниципальное образование город Ртищево

Сельские поселения:
1. Краснозвездинское муниципальное образование
2. Макаровское муниципальное образование
3. Октябрьское муниципальное образование
4. Салтыковское муниципальное образование
5. Урусовское муниципальное образование
6. Шило-Голицынское муниципальное образование

### Самойловский район
Городское поселение:
1. Самойловское муниципальное образование

Сельские поселения:
1. Благовещенское муниципальное образование
2. Еловатское муниципальное образование
3. Красавское муниципальное образование
4. Краснознаменское муниципальное образование
5. Песчанское муниципальное образование
6. Святославское муниципальное образование
7. Хрущевское муниципальное образование

### Саратовский район
Городские поселения:
1. Краснооктябрьское муниципальное образование
2. Соколовское муниципальное образование

Сельские поселения:
1. Александровское муниципальное образование
2. Вольновское муниципальное образование
3. Дубковское муниципальное образование
4. Михайловское муниципальное образование
5. Расковское муниципальное образование
6. Рыбушанское муниципальное образование
7. Синеньское муниципальное образование
8. Усть-Курдюмское муниципальное образование

В феврале 2012 года Законом Саратовской области «О внесении изменений в Закон Саратовской области „О муниципальных образованиях, входящих в состав Саратовского муниципального района“» статус поселения Красный Текстильщик был изменён с городского поселения на сельское поселение.
Законом Саратовской области от 15.12.2020 № 163-ЗСО Багаевское муниципальное образование и муниципальное образование Красный Текстильщик были упразднены и входившие в их состав населённые пункты переданы в состав городского округа Саратова.
Законом Саратовской области от 02.04.2021 № 41-ЗСО 18.04.2021 муниципальные образования Рыбушанское и Синеньское были упразднены и входившие в их состав населённые пункты переданы в состав городского округа Саратова.
Законом Саратовской области от 25.11.2021 № 133-ЗСО с 1 января 2022 года муниципальный район и входящие в его состав городские и сельские поселения упраздняются в результате объединения с городским округом Саратовом.

### Советский район
Городские поселения:
1. Пушкинское муниципальное образование
2. Советское муниципальное образование
3. Степновское муниципальное образование

Сельские поселения:
1. Золотостепское муниципальное образование
2. Любимовское муниципальное образование
3. Мечетненское муниципальное образование
4. Розовское муниципальное образование

Законом Саратовской области от 20 апреля 2018 года № 40-ЗСО Культурское, Наливнянское и Пушкинское муниципальные образования преобразованы, путём их объединения, во вновь образованное муниципальное образование «Пушкинское муниципальное образование Советского муниципального района Саратовской области», наделённое статусом городского поселения.

### Татищевский район
Городское поселение:
1. Татищевское муниципальное образование

Сельские поселения:
1. Вязовское муниципальное образование
2. Идолгское муниципальное образование
3. Октябрьское муниципальное образование
4. Садовское муниципальное образование
5. Сторожевское муниципальное образование
6. Ягодно-Полянское муниципальное образование

Законом Саратовской области от 16 мая 2013 года № 75−ЗСО Идолгское и Широкинское муниципальные образования преобразованы путём их объединения во вновь образованное муниципальное образование «Идолгское муниципальное образование Татищевского муниципального района Саратовской области» наделённое статусом сельского поселения.
Законом Саратовской области от 16 мая 2013 года № 79−ЗСО Большеивановское и Ягодно-Полянское муниципальные образования преобразованы путём их объединения во вновь образованное муниципальное образование «Ягодно-Полянское муниципальное образование Татищевского муниципального района Саратовской области» наделённое статусом сельского поселения.
Законом Саратовской области от 16 мая 2013 года № 80−ЗСО Вязовское и Мизино-Лапшиновское муниципальные образования преобразованы путём их объединения во вновь образованное муниципальное образование «Вязовское муниципальное образование Татищевского муниципального района Саратовской области» наделённое статусом сельского поселения.
Законом Саратовской области от 16 мая 2013 года № 87−ЗСО Карамышское и Октябрьское муниципальные образования преобразованы путём их объединения во вновь образованное муниципальное образование «Октябрьское муниципальное образование Татищевского муниципального района Саратовской области» наделённое статусом сельского поселения.

### Турковский район
Городское поселение:
1. Турковское муниципальное образование

Сельские поселения:
1. Перевесинское муниципальное образование
2. Рязанское муниципальное образование
3. Студеновское муниципальное образование

Законом Саратовской области от 16 мая 2013 года № 78−ЗСО Марьинское и Рязанское муниципальные образования преобразованы путём их объединения во вновь образованное муниципальное образование «Рязанское муниципальное образование Турковского муниципального района Саратовской области» наделённое статусом сельского поселения.
Законом Саратовской области от 16 мая 2013 года № 86−ЗСО Перевесино-Михайловское и Студеновское муниципальные образования преобразованы путём их объединения во вновь образованное муниципальное образование «Студеновское муниципальное образование Турковского муниципального района Саратовской области» наделённое статусом сельского поселения.
Законом Саратовской области от 20 апреля 2018 года № 38−ЗСО Бороно-Михайловское и Студеновское муниципальные образования преобразованы, путём их объединения, во вновь образованное муниципальное образование «Студеновское муниципальное образование Турковского муниципального района Саратовской области», наделённое статусом сельского поселения с административным центром в селе Студенка.
Законом Саратовской области от 20 апреля 2018 года № 44−ЗСО Каменское, Рязанское и Чернавское муниципальные образования преобразованы, путём их объединения, во вновь образованное муниципальное образование «Рязанское муниципальное образование Турковского муниципального района Саратовской области», наделённое статусом сельского поселения с административным центром в селе Рязанка.

### Фёдоровский район
Городское поселение:
1. Мокроусское муниципальное образование

Сельские поселения:
1. Долинское муниципальное образование
2. Ерусланское муниципальное образование
3. Калужское муниципальное образование
4. Морцевское муниципальное образование
5. Первомайское муниципальное образование
6. Семёновское муниципальное образование
7. Фёдоровское муниципальное образование

- Законом Саратовской области от 22 апреля 2016 года № 43-ЗСО[70], были преобразованы, путём их объединения, Калдинское, Николаевское и Семеновское муниципальные образования — в Семёновское муниципальное образование, наделённое статусом сельского поселения, с административным центром в селе Семеновка.
- Законом Саратовской области от 22 апреля 2016 года № 44-ЗСО[71], были преобразованы, путём их объединения, Мунинское и Спартакское муниципальные образования — в Мунинское муниципальное образование, наделённое статусом сельского поселения, с административным центром в селе Мунино.
- Законом Саратовской области от 22 апреля 2016 года № 45-ЗСО[72], были преобразованы, путём их объединения, Калужское и Романовское муниципальные образования — в Калужское муниципальное образование, наделённое статусом сельского поселения, с административным центром в селе Тамбовка.
- Законом Саратовской области от 9 марта 2022 года № 24-ЗСО[73], были преобразованы, путём их объединения, Морцевское, Мунинское и Никольское муниципальные образования — в Морцевское муниципальное образование, наделённое статусом сельского поселения, с административным центром в селе Морцы.
- Законом Саратовской области от 9 марта 2022 года № 25-ЗСО[74], были преобразованы, путём их объединения, Борисоглебовское и Семёновское муниципальные образования — в Семёновское муниципальное образование, наделённое статусом сельского поселения, с административным центром в селе Семёновка.

### Хвалынский район
Городские поселения:
1. Муниципальное образование город Хвалынск

Сельские поселения:
1. Алексеевское муниципальное образование
2. Благодатинское муниципальное образование
3. Возрожденческое муниципальное образование
4. Елшанское муниципальное образование
5. Северное муниципальное образование
6. Сосново-Мазинское муниципальное образование

- Законом Саратовской области от 25 марта 2013 года № 46−ЗСО[75] Горюшинское и Сосново-Мазинское муниципальные образования преобразованы путём их объединения во вновь образованное муниципальное образование «Сосново-Мазинское муниципальное образование Хвалынского муниципального района Саратовской области» наделённое статусом сельского поселения.
- Законом Саратовской области от 22 апреля 2016 года № 49-ЗСО[76], были преобразованы, путём их объединения, Алексеевское и Апалихинское муниципальные образования — в Алексеевское муниципальное образование, наделённое статусом сельского поселения, с административным центром в посёлке Алексеевка.

### Энгельсский район
Городские поселения:
- Муниципальное образование город Энгельс

Законом Саратовской области от 24 апреля 2013 года № 66−ЗСО муниципальное образование город Энгельс и Приволжское муниципальное образование преобразованы путём их объединения во вновь образованное муниципальное образование «Муниципальное образование город Энгельс Энгельсского муниципального района Саратовской области».
Сельские поселения:
1. Безымянское муниципальное образование
2. Красноярское муниципальное образование
3. Новопушкинское муниципальное образование
4. Терновское муниципальное образование

Законом Саратовской области от 16 мая 2013 года № 71−ЗСО Коминтерновское и Новопушкинское муниципальные образования преобразованы путём их объединения во вновь образованное муниципальное образование «Новопушкинское муниципальное образование Энгельсского муниципального района Саратовской области» наделённое статусом сельского поселения.

## История
Саратовский край был образован 10 января 1934 года. К 15 июля 1934 года он включал АССР Немцев Поволжья, Аркадакский, Аткарский, Базарно-Карабулакский, Балаковский, Баландинский, Балашовский, Балтайский, Бековский, Воскресенский, Вязовский, Дергачёвский, Духовницкий, Екатериновский, Ершовский, Ивантеевский, Колышлейский, Лопатинский, Лысогорский, Мало-Сердобинский, Новобурасский, Новоузенский, Озинский, Петровский, Питерский, Пугачёвский, Романовский, Ртищевский, Самойловский, Сердобский, Смоленский, Тамалинский, Татищевский, Турковский, Хвалынский и Черкасский районы, а также города краевого подчинения Саратов и Вольск. Вскоре Смоленский район был переименован в Перелюбский.
В январе 1935 года был образованы Александрово-Гайский, Бакурский, Больше-Дмитриевский, Даниловский, Дурасовский, Жерновский, Казачкинский, Кистендейский, Клинцовский, Красавский, Красно-Партизанский, Куриловский, Макаровский, Ней-Вальтерский, Ново-Покровский, Ново-Репнинский, Родничковский, Салтыковский, Сосново-Мазинский и Чапаевский районы.
10 мая 1936 года Больше-Дмитриевский район был переименован в Широко-Карамышский, а Сосново-Мазинский — в Широко-Буеракский.
5 декабря 1936 года Саратовский край был переименован в Саратовскую область, а АССР Немцев Поволжья вышла из его состава.
26 декабря 1937 года образован Ворошиловский район.
28 августа 1938 года город Балашов получил статус города областного подчинения.
4 февраля 1939 года в новую Пензенскую область из Саратовской были переданы Бековский, Даниловский, Колышлейский, Лопатинский, Мало-Сердобинский, Сердобский и Тамалинский районы.
7 сентября 1941 года из упразднённой АССР Немцев Поволжья в Саратовскую область были переданы Бальцерский, Гнаденфлюрский, Зельманский, Золотовский, Каменский, Красно-Кутский, Красноярский, Куккусский, Лизандергейский, Мариентальский, Марксштадтский, Терновский, Унтервальденский, Фёдоровский и Экгеймский районы, а также город Энгельс. В 1942 году Бальцерский район был переименован в Красноармейский, Гнаденфлюрский — в Первомайский, Зельманский — в Ровенский, Куккусский — в Приволжский, Лизандергейский — в Безымянский, Мариентальский — в Советский, Марксштадтский — в Марксовский, Ней-Вальтерский — в Свердловский, Унтервальденский — в Подлесновский, Экгеймский — в Комсомольский. Каменский район был упразднён.
21 августа 1943 года город Саратов был переведён из областного подчинения в республиканское (РСФСР).
К 1 января 1951 года Саратовская область включала 63 района (Александрово-Гайский, Аркадакский, Аткарский, Базарно-Карабулакский, Бакурский, Балаковский, Баландинский, Балашовский, Балтайский, Безымянский, Ворошиловский, Воскресенский, Вязовский, Дергачёвский, Дурасовский, Духовницкий, Екатериновский, Ершовский, Жерновский, Золотовский, Ивантеевский, Казачкинский, Кистендейский, Клинцовский, Комсомольский, Красавский, Красноармейский, Краснокутский, Краснопартизанский, Красноярский, Куриловский, Лысогорский, Макаровский, Марксовский, Новобурасский, Новопокровский, Новорепинский, Новоузенский, Озинский, Первомайский, Перелюбский, Петровский, Питерский, Подлесновский, Приволжский, Пугачёвский, Ровенский, Родничковский, Романовский, Ртищевский, Салтыковский, Самойловский, Свердловский, Советский, Татищевский, Терновский, Турковский, Фёдоровский, Хвалынский, Чапаевский, Черкасский, Широко-Буеракский и Широко-Карамышский), а также 6 городов областного подчинения (Саратов, Балашов, Вольск, Пугачёв, Ртищево и Энгельс).
В 1951 году был упразднён Широко-Буеракский район и образован Вольский район.
6 января 1954 года города Балашов и Ртищево, а также Аркадакский, Балашовский, Казачкинский, Кистендейский, Красавский, Макаровский, Ново-Покровский, Родничковский, Романовский, Ртищевский, Салтыковский, Самойловский и Турковский районы были переданы в новую Балашовскую область, но уже 19 ноября 1957 года все они были возвращены обратно.
В 1957 году Ворошиловский район был переименован в Саратовский.
В 1956 году были упразднены Красноярский и Приволжский районы; в 1958 — Дурасовский, Казачкинский, Кистендейский, Куриловский, Макаровский, Салтыковский и Чапаевский; в 1959 — Безымянский, Вязовский, Жерновский, Комсомольский, Красавский, Подлесновский и Родничковский; в 1960 — Александрово-Гайский, Бакурский, Воскресенский, Золотовский, Клинцовский, Новопокровский, Новорепинский, Свердловский, Черкасский и Ширококарамышский.
3 июня 1958 года город Саратов был переведён из республиканского (РСФСР) подчинения в областное.
7 декабря 1962 года вместо существующих районов Саратовской области были созданы 18 сельских районов: Аркадакский, Аткарский, Базарно-Карабулакский, Балаковский, Балашовский, Вольский, Дергачёвский, Ершовский, Калининский, Краснокутский, Марксовский, Новоузенский, Озинский, Перелюбский, Петровский, Пугачёвский, Саратовский и Терновский (в 1963 переименован в Энгельсский). Также в состав области входили города областного подчинения Саратов, Аткарск, Балаково, Балашов, Вольск, Красноармейск, Петровск, Пугачёв, Ртищево и Энгельс.
Вскоре число районов стало увеличиваться: в 1964 году были образованы Красноармейский, Ртищевский и Самойловский районы. 12 января 1965 года сельские районы были преобразованы в обычные районы. При этом были созданы Духовницкий, Екатериновский, Краснопартизанский, Лысогорский, Татищевский, Турковский, Фёдоровский и Хвалынский районы. Статус городов областного подчинения получили Маркс и Хвалынск. В конце 1965 года были образованы Новобурасский и Романовский районы; в 1966 году — Балтайский, Ивантеевский, Питерский и Советский; в 1970 — Ровенский; в 1974 — Александрово-Гайский; в 1980 — Воскресенский. С тех пор состав районов Саратовской области не менялся.